# Open Geospatial Consortium
Open Geospatial Consortium (OGC) jest międzynarodową organizacją typu non-profit, zrzeszającą ponad 450 firm, agencji rządowych i uniwersytetów. Współpracują nad rozwijaniem i implementacją otwartych standardów dla danych i usług przestrzennych, systemów informacji geograficznej (GIS), do celów przetwarzania danych i ich udostępniania.
Standardy OGC są szeroko i powszechnie stosowane, umożliwiają współdziałanie różnych systemów informatycznych.

## Historia
Konsorcjum OGC zostało utworzone w roku 1994 i do roku 2004 działało pod nazwą Open GIS Consortium. Celem prac jest rozwój i upowszechnianie wolnych standardów w zakresie danych i usług geoprzestrzennych. Konsorcjum ściśle współpracuje z ISO/TC 211, a wynikami jego prac są specyfikacje abstrakcyjne OGC i specyfikacje implementacyjne OGC.
Szczegółowa historia w języku angielskim znajduje się na stronie konsorcjum.

## Standardy

Zależności między klientem/serwerem a niektórymi protokołami OGC

Standardy OGC obejmują ponad 30 standardów, między innymi:
- CSW - Catalog Service for the Web: interfejs do metadanych
- Geography Markup Language (GML) - Geography Markup Language: format XML zapisu danych geograficznych
- Keyhole Markup Language (KML) - Keyhole Markup Language: format XML zapisu danych przestrzennych, również trójwymiarowych, oraz ich wizualizacji
- Styled Layer Descriptor (SLD) - format XML opisujący wygląd danych (styl)
- Web Coverage Service (WCS) - Web Coverage Service
- Web Feature Service (WFS) - Web Feature Service: usługa udostępniania danych w formacie GML
- Web Map Service (WMS) - Web Map Service: usługa udostępniania map w formie obrazów (np. png, jpg)
- Web Map Tile Service (WMTS) - Web Map Tile Service: usługa udostępniania map kafelkowanych
- Web Processing Service (WPS) - Web Processing Service: zdalna usługa przetwarzania danych

## Współpraca
OGC blisko współpracuje z komitetem ISO/TC 211 (zajmujący się informacją geograficzną). Standardy z serii ISO 19100 powoli zastępują abstrakcyjne specyfikacje OGC. Niektóre standardy OGC, takie jak WMS, GML, WFS stały się standardem ISO.